# Fiholmsäpple
Fiholmsäpple es el nombre de una variedad cultivar de manzano (Malus domestica). 
Un híbrido de manzana, variedad antigua de la herencia originaria de Suecia. Las frutas tienen la carne de color blanca, pulpa con textura de grano grueso, crujiente y tierna, sabor jugoso y dulce. Tolera la zona de rusticidad delimitada por el departamento USDA, de nivel 1 a 3.

## Sinonimia
- "Fiholms äpple".

## Historia
'Fiholmsäpple' es una variedad de manzana antigua de la herencia, en el Castillo de Fiholm en la proximidad de Sörfjärden, Mälaren, en la parroquia de Jäders Provincia de Södermanland.
En la antigua huerta del castillo había algunos árboles, que luego se quedaron en zona de pastos. Se desconoce su origen, pero en la parroquia de Sundby aún quedan algunos árboles de los más viejos de la variedad. La variedad fue descrita en 1981 con frutas procedentes tanto de Asby como de Sundby.
La variedad de manzana 'Fiholmsäpple' está cultivada en el Arboretum Norr. Su descripción está incluida en la relación de manzanas cultivadas en Suecia en el libro "Äpplen i Sverige : 240 äppelsorter i text och bild."-(Manzanas en Suecia: 240 variedades de manzanas en texto e imagen).

## Características
'Fiholmsäpple' es un árbol de un vigor fuerte. Tiene un tiempo de floración que comienza a partir del 28 de abril con el 10% de floración, para el 4 de mayo tiene una floración completa (80%), y para el 11 de mayo tiene un 90% caída de pétalos.
'Fiholmsäpple' tiene una talla de fruto es mediano; forma ovalada, tendiendo a cónica, con el contorno ligeramente irregular con el eje de simetría desplazado en un lateral, con Forma de cáscara de huevo comprimida; con nervaduras de débiles a medias, y corona de débil a media; piel fina y ligeramente brillante, además de grasa, epidermis con color de fondo es verde amarillento, con un sobre color de lavado de rojo a rojo más intenso en la parte expuesta al sol, importancia del sobre color de bajo a medio (15-55%), y patrón del sobre color chapa / rayas, presenta algunas rayas discontinuas jaspeadas de color más intenso, y algunas de las franjas se extienden hacia las caras sombreadas, lenticelas de tamaño pequeño, ruginoso-"russeting" (pardeamiento áspero superficial que presentan algunas variedades) bajo; cáliz es pequeño y cerrado, enclavado en una cuenca estrecha y poco profunda, con plisado en su pared, y con algo de ruginoso-"russeting" en las paredes; pedúnculo es corto y de grosor medio, enclavado en una protuberancia que sobresale de la cuenca pequeña o casi inexistente; carne de color blanca, pulpa con textura suelta y sabor agridulce con un ligero aroma. El sabor de la manzana recuerda al de Åkerö.
La manzana madura en octubre y se mantiene en buen estado hasta diciembre.

## Usos
Una buena manzana para comer fresca en postre de mesa, como para preparados de cocina.

## Ploidismo
Diploide, polen auto estéril, para su polinización necesita variedad de manzana con polen compatible.

## Susceptibilidades
Presenta cierta resistencia a la sarna del manzano y al mildiu.